# نادي القريات
نادي القريات السعودي هو أحد أندية الدرجة الثالثة بمنطقة الجوف في محافظة القريات , تأسس عام 1395 هـ.